# 布雷默縣 (愛阿華州)
布雷默縣（英語：Bremer County）是美國愛荷華州東北部的一個縣。面積1,139平方公里。根据美國2000年人口普查，共有人口23,325人。縣治韋弗利（Waverly）。
成立於1851年1月15日，縣政府成立於1853年4月15日。縣名紀念瑞典作家費特莉卡·布雷默。